# Niko Schlenker

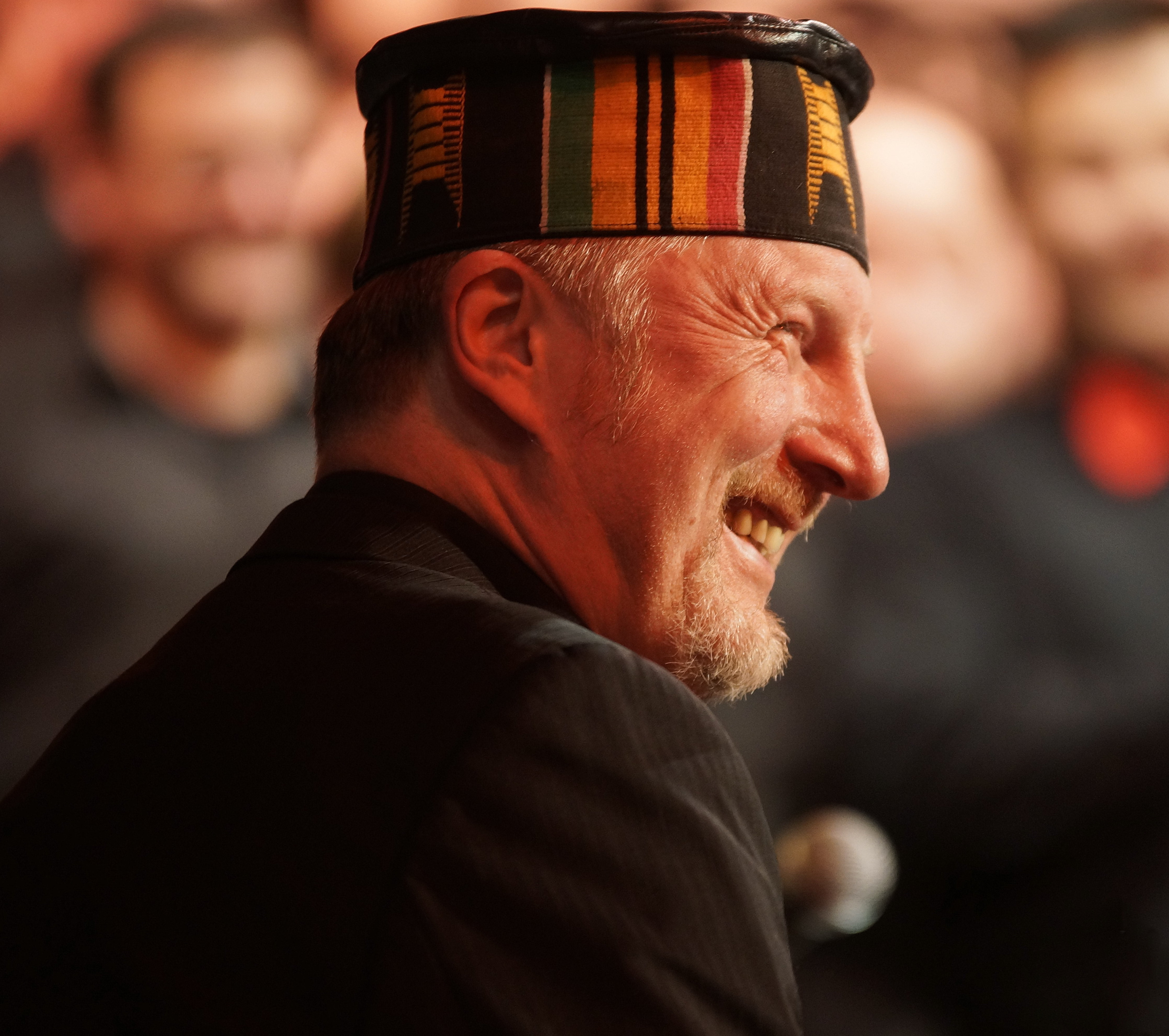
Niko Schlenker

Nikolaus „Niko“ Schlenker (* 1960 in Stendal, Bezirk Magdeburg, DDR) ist ein deutscher Komponist und Pianist. Er ist aktiv in der Gospelszene, leitet Gospelworkshops, Projekte, und Chöre, arrangiert und produziert.

## Leben
Der Sohn des Kirchenmusiker-Ehepaares Ursula und Manfred Schlenker erlernte früh das Geigen- und Klavierspiel. Er war als Jugendlicher Mitglied in Kirchenbands und spielte mehrere deutschlandweite Kirchentourneen. In Greifswald studierte er nach der Schule Kirchenmusik und danach Klavier bei Manfred Schmitz an der Weimarer Musikhochschule Franz Liszt. 1987 zog er nach Freiburg und arbeitete als Instrumentallehrer.
Dort begann er mit einer Tätigkeit als Chorleiter. Ab 1990 tourte er als Pianist durch französische Piano-Bars. Den „U.S.A. Mass Choir“ begleitete er auf der Hammond-Orgel und spielte unter anderem mit Deborah Woodson und Mick Hucknall, dem Sänger der Gruppe Simply Red. Weitere Inspirationen sammelte er in afrikanischen Bands. Seit 1996 wohnt Schlenker bei Köln und widmet sich erfolgreich als Arrangeur, Chor- und Workshopleiter der Gospelmusik. Besonders orientiert er sich dabei an der neuen amerikanischen Gospelszene. Er war musikalischer Direktor des bekannten „LivinGospel Choir“ (CD Tell The World) und war Keyboarder bei der Uraufführung des  Musicals Oh Happy Day. 2006 gründete er die „New Song Gospel Singers“, die Chöre „Joy of Gospel“ und „River of Joy“.
Mit seinem Vokalquartett „Niko Schlenker & The Angels“ nahm er die Aufnahmen zu den bei ZebeMusic erschienenen Alben Reasons und New Day – New Song auf. 2011 nahm er das Live-Album Greater than anything mit Künstlern wie Chris Lass, Yasmina Hunzinger und James Smith auf.
2016 veröffentlichte er sein viertes eigenes Album LIFE IN 4D, welches am 6. Dezember 2016 erschien. Darauf enthalten sind 11 neue Gospelsongs aus der Feder von Niko Schlenker mit Sängern wie David B. Whitley, Dorrey Lin Lyles, Lisamay Lesch, Régine Nguetseng und Honoré Haase.
Ende September 2018 hat Schlenker sein fünftes Album, Be Encouraged, veröffentlicht. 12 tolle Songs aus der schlenkerschen Gospelschmiede – wunderbare, abwechslungsreiche Lieder, die begeistern, berühren und zum Nachmachen einladen. Eingängige Melodien, tiefe Balladen und tolle Uptempo-Nummern sind auf Be Encouraged zu finden. Für alle Musikliebhaber und Chöre in ganz Deutschland und darüber hinaus eine klare Empfehlung. Songs, die unter die Haut gehen und zum Tanzen einladen. Solisten wie Dorrey Lin Lyles, Lisamay Lesch, Ingrid Arthur, Marlin Monroe Williford u.v.m. machen diese Platte zu etwas ganz Besonderem!
Niko Schlenker leitet seit vielen Jahren mit Herzblut und Leidenschaft Gospelworkshops deutschlandweit und darüber hinaus. Besonders durch seinen christlichen Glauben und sein Faible für Black Music und Soul inspiriert gilt er als einer der kreativsten und produktivsten Gospelkomponisten Deutschlands.

## Werke
- Gospel-Choräle (Mitautor, 2006)
- Reasons (Sammlung, 2008)
- New Day – New Song (Sammlung, 2010)
- Greater Than Anything (Sammlung, 2010)
- Sing Hallelujah! (A-cappella-Sammlung, 2011)
- Life in 4D (Sammlung, 2011)
- Be Encouraged (Sammlung 2019)

## Diskografie
- It Will Be Done – LivinGospel (Album, 2000)
- Tell The World – LivinGospel  (Album, 2002)
- Christ Is Born – LivinGospel (Album, 2006)
- Reasons – Niko Schlenker & The Angels (Album, 2008)
- New Day – New Song – Niko Schlenker & The Angels (Album, 2010)
- Greater Than Anything – Niko Schlenker (Live-Album, 2012)
- Back 2 D Roots – Buki Domingos (Album, 2013)
- LIFE IN 4D – Niko Schlenker (Album, 2016)
- BE ENCOURAGED – Niko Schlenker (Album, 2018)